# Randers-Hadsund Jernbane
Randers-Hadsund Jernbane (RHJ) var et dansk privatbaneselskab, der anlagde og drev jernbanen mellem Randers og Hadsund. I folkemunde blev den kaldt Hadsund-Peter.

## Forhistorie
Formålet med banen var at knytte det nordlige opland tættere til Randers. Oprindeligt var der ikke forbindelse mellem Hadsundbanegården og DSB's banegård i Randers, og det var helt bevidst, at passagererne skulle gå gennem byen, for det kunne måske kaste lidt handel af sig.
Der blev holdt mange møder om linjeføringen, bl.a. i 1879 mellem handelsstanden i Randers og beboerne i Støvring og Mellerup. De ønskede banen ført over Tjærby, Støvring og Mellerup til Udbyhøj med den begrundelse, at man kunne spare store udgifter til vedligeholdelse og uddybning af sejlløbet. Denne plan mødte stærk modstand fra Randers handelsstand, som ikke ønskede, at Udbyhøj skulle være Randers' havneby.

## Mariager Fjord
Banens endestation var oprindeligt Hadsund Syd på sydsiden af Mariager Fjord. Herfra kunne man komme over til nordsiden på en færge, der bare var en stor åben pram med et mindre dæk. Den blev trukket af færgekarle langs et tov, der var spændt ud over fjorden.
1. december 1900 åbnedes Aalborg-Hadsund Jernbane, der havde endestation på Hadsund Nord inde i byen. Nu kom der gang i broplanerne, og 16. december 1904 blev Hadsundbroen taget i brug. I starten var det Aalborg-togene, der kørte videre over broen til Hadsund Syd. Men det var upraktisk for de kunder, Hadsund gerne ville tiltrække syd for fjorden. De skulle skifte tog på Hadsund Syd eller gå over broen for at spare den temmelig dyre billet. Så fra sommerkøreplanen 1928 blev det Randers-togene, der kørte over broen til Hadsund Nord.

## Strækningsdata
- Oprettet: 10. oktober 1883
- Længde: 41,8 km
- Sporvidde: 1.435 mm
- Skinnevægt: 13 kg/m, fra 1923 24,39 kg/m
- Maks. hastighed: 70 km/t
- Nedlagt: 31. marts 1969

## Danmarks letteste normalsporede jernbane
Ejeren af vognfabrikken Scandia havde i 1876 konstrueret en dampvogn til brug på meget lette jernbaner. Den ville han gerne have afprøvet, så han koblede sig på de lokale planer om en jernbane nordøst for Randers. Lovgrundlaget kom i september 1881 med koncession på "Anlæg af en let jernbane fra Randers Havn til Hadsund". Scandia måtte indskyde det meste af kapitalen, udføre anlægsarbejdet og levere alt materiel undtagen et enkelt lille lokomotiv.
Ikke alene var vognene lette. Skinnerne var også de letteste, der er anvendt på nogen dansk normalsporet jernbane: 13 kg/m. Det var "broskinner" med omvendt U-profil, og de blev lagt som langsvellespor, så svellerne ikke lå på tværs, men på langs under skinnerne. For at fastholde sporvidden anvendtes fladjern som afstandsstykker.
Scandias dampvogne var godt indrettet, men efter 15 år var maskindelene udslidt. Dampvognene kunne heller ikke trække de tog, der efterhånden blev brug for, så i 1898 blev de ombygget til personvogne og erstattet med damplokomotiver.
De lette skinner var omkring 1920 så nedslidte, at statens tilsynsførende truede med at lukke banen. Baneselskabet havde ikke råd til at udskifte skinnerne, men stat, amt og kommuner gik ind i et nyt selskab i oktober 1923, og over de næste 2-3 år blev der – uden afbrydelse af trafikken – lagt normale skinner på 24,39 kg/m.
I 1927 valgte man igen den lokale leverandør Scandia og anskaffede to lange benzindrevne "Kielervogne", som var i drift helt til nedlæggelsen af banen i 1969.
RHJ var en af de første danske privatbaner, der købte Scandia skinnebusser i 1947.

## Standsningssteder
Km fra Randers Privatbanestation:
- Randers station – fra maj 1951 kørte RHJ's tog ad havnebanen de 1,4 km til DSB-stationen og fik forbindelse med Aarhus-Randers-banen, Randers-Aalborg Jernbane og Randers-Ryomgård-banen.
- Hadsundbanegården[3] lå (hvor der nu er P-hus) i Fischersgade, der blev anlagt som adgangsvej til stationen. Den blev jævnligt udsat for oversvømmelse fra Gudenåen, og flere gange måtte Dronningborg trinbræt bruges som endestation.
- Randers Privatbanestation – eller Randers P – i km 0,0 blev bygget i 1952 i stedet for Hadsundbanegården. Den lå øst for Rosenørnsgade, hvor den gamle remise havde ligget.
- Dronningborg trinbræt i km 2,3 fra 1904, flyttet i 1952 fra Dronningborg Alle i km 3,0 til "trekanten" mellem Udbyhøjvej og Tjærbyvej.
- Gimming trinbræt i km 4,7 med sidespor.
- Lem trinbræt i km 6,8 med sidespor.
- Vejlagervejen trinbræt i km 9,0 fra 1926.
- Spentrup station i km 10,9 med læssespor og krydsningsspor.
- Hald station i km 15,1. Lå 1½ km nordvest for byen.
- Gjerlev station i km 18,8 med læssespor, krydsningsspor, sidespor og vandtårn.
- Gjerlev Østermark trinbræt i km 20,9 fra 1933.
- Øster Tørslev station i km 21,7. Lå 1 km nordvest for byen.
- Vinstrupvejen trinbræt i km 24,9 fra 1926.
- Dalbyover station i km 25,8.
- Dalbyneder trinbræt i km 26,7 fra 1930.
- Havndal station i km 30,3 med læssespor og krydsningsspor.
- Trudsholm trinbræt i km 31,8 fra 1926.
- Nebstrup trinbræt i km 33,9 med sidespor.
- Norup trinbræt i km 36,7 med læssespor, fra 1893 station.
- Åmølle trinbræt i km 38,2 med sidespor fra 1884.
- Hadsund Syd station i km 40,8 med flere læssespor – 1904-28 forbindelse med Aalborg-Hadsund Jernbane, fra 1940 trinbræt.
- Hadsund Nord station i km 41,8 – fra 1928 forbindelse med Aalborg-Hadsund Jernbane og Hadsund Havnebane. Nedrevet, lå hvor busterminalen er nu.

### Bevarede stationsbygninger
Banens egne stationsbygninger var tegnet af Thomas Arboe. De er bevaret undtagen Havndal og de to stationer i Randers, hvor kun den nye remise fra 1952 er bevaret.
- Randers (remise): J.V. Martins Plads 3
- Spentrup: Bane Alle 2 B
- Hald: Kærbyvej 29
- Gjerlev: Vestergade 31
- Øster Tørslev: Alleen 9
- Dalbyover: Gl. Stationsvej 6
- Norup: Norupvej 53
- Hadsund Syd: Mariagervej 3

## Strækninger hvor banetracéet er bevaret
Efter nedlæggelsen af banen blev sporet taget op undtagen mellem Randers og Dronningborg, hvor DSB overtog det for at kunne betjene de to store godskunder Scandia og Dronningborg Maskinfabrik, som Hadsundbanen havde haft sidespor til. Banetracéet er bevaret på 23½ km, heraf 7½ km mellem Dronningborg Idrætscenter og Spentrup og 9½ km mellem Havndal og Hadsund Syd.
- Bro over Rismøllebækken - på trekanten forude lå Dronningborg trinbræt fra 1952
- En lille stump af Randers-Hadsund-banens tracé er asfalteret som del af en sti til Rismølleskolen
- Neden for Dronningborg Idrætscenter starter stien til Spentrup
- Gimming trinbræt med perronkant
- Spentrupstien nord for Hadsundvej
- Banedæmning gennem Havndal
- Stien Havndal-Hadsund syd for Norup
- Stien Havndal-Hadsund nordøst for Å Mølle
- Mellem Hadsund Syd station og den gamle Hadsundbro